# Heerlijkheid Hallebast
De heerlijkheid Hallebast was een heerlijkheid die zich uitstrekte ten zuiden, ten westen en ten noorden van Dikkebus en ook deels over Vlamertinge.
Het beschikte over een volledige jurisdictie (hoog, middel en laag) met baljuw en schepenbank en is vermoedelijk ontstaan in de 14e eeuw. Het kasteel is volledig verwoest in de Eerste Wereldoorlog en bevond zich in de driehoek Dikkebusseweg-Bellestraat-Hallebaststraat.
In 1480 was Jan Wouters heer van de heerlijkheid en deze familie wordt vanaf de 17e eeuw opgevolgd door de families de Pape-de Lokeren en van de Kerchove.